# Американське Самоа на літніх Олімпійських іграх 2012
Американське Самоа на літніх Олімпійських іграх 2012 було представлено як мінімум одним спортсменом у вільній боротьбі.